# Trydarssus nobilitatus
Trydarssus nobilitatus is een spinnensoort in de taxonomische indeling van de springspinnen (Salticidae).
Het dier behoort tot het geslacht Trydarssus. De wetenschappelijke naam van de soort werd voor het eerst geldig gepubliceerd in 1849 door Hercule Nicolet.